# Tarjeta telefónica recargable
Una tarjeta telefónica recargable es un tipo de tarjeta de teléfono que el usuario puede "recargar" o "rellenar" mediante la adición de dinero cuando el saldo es bajo.
Introducida en la década de 1990, la tarjeta telefónica recargable se ha convertido en el más común de tarjeta de teléfono, 
después de que la tarjeta telefónica original fuera introducida en Italia en 1977. Las tarjetas de llamadas introducidas ya en el resto de países a comienzos de la década de 1990, tenían una cantidad fija que se podrían gastar y, una vez utilizado el crédito, la tarjeta era descartada. Como la tarjeta de visita comenzó a ganar popularidad en todo el mundo, se convirtió en una industria multimillonaria. En un intento de mejorar, las compañías de tarjetas comenzaron el lanzamiento de tarjetas de llamada recargables.

## Recarga
En muchos aspectos, la tarjeta es ahora como una tarjeta de débito. Se puede añadir dinero cuando el saldo es muy bajo, lo que permite al usuario seguir utilizando la misma tarjeta. Las tarjetas pueden ser recargadas o rellenadas de varias formas:
- Tarjeta bancaria (de crédito o de débito), a veces combinada con SMS o cajeros automáticos.
- Cuenta bancaria
- Efectivo en las tiendas de conveniencia/ tiendas de la esquina / locutorios / estancos
- En cabinas telefónicas
- Máquinas de tarjetas de banda magnética
- Internet
- Cupón

Con la explosión de Internet, muchas empresas comenzaron a ofrecer tarjetas telefónicas recargables virtuales,  de lo que es posible realizar llamadas desde cualquier teléfono en cualquier parte del mundo. En la mayoría de los casos, el cliente deberá llamar a un número de acceso, introduzca el PIN y marcar el número. Con la llegada de las tarjetas recargables, el cliente es capaz de añadir crédito, al mismo tiempo que llama.
Las tarjetas prepago de telefonía son muy utilizadas para los módems de banda ancha móvil